# John Mole (hudebník)
John Mole (25. dubna 1949 – 1. srpna 2006) byl anglický baskytarista.
Narodil se v Stratfordu, Londýn. Byl členem Hisemanova souboru Colosseum II, kde s ním hráli také Gary Moore a Don Airey. Koncem 70. let hrál též v britské jazz-funkové skupině Morrissey-Mullen a jako studiový hudebník s takovými umělci jako Barbra Streisand a John Dankworth.